# Dominique D'Onofrio
Dominique Nicolas D'Onofrio (Castelforte, 18 april 1953 – Buenos Aires, 12 februari 2016) was een Belgische voetbaltrainer van Italiaanse afkomst. Hij was als trainer en technisch directeur veertien jaar lang actief bij Standard Luik.

## Carrière
Dominique D'Onofrio werd geboren in Castelforte in Italië, maar verhuisde in 1958 samen met zijn ouders en zijn jongere broer Luciano D'Onofrio naar België. In de buurt van Luik ging vader D'Onofrio aan de slag als mijnwerker, terwijl de zonen zich aansloten bij de plaatselijke voetbalploegen. Naast meerdere seizoenen bij Ans FC speelde D'Onofrio ook voor RFC Montegnée en Bas-Oha. Een talentrijke speler was hij niet, maar toch bleef hij net als zijn broer ook na de spelerscarrière actief in het voetbalmilieu.
In 1998 belandde Dominique D'Onofrio, na enkele omzwervingen bij kleinere Luikse voetbalclubs, bij Standard Luik. In eerste instantie ontfermde hij zich over de jeugd en de scouting van de club. Later werd hij de assistent van hoofdtrainer Tomislav Ivić. Na diens ontslag in december 2000 werd D'Onofrio voor het eerst hoofdtrainer. Maar na reeds drie speeldagen werd hij opgevolgd door Michel Preud'homme. D'Onofrio werd vervolgens de assistent van Preud'homme.
In 2002 werd Preud'homme bij de Rouches benoemd tot technisch directeur. Gewezen bondscoach Robert Waseige werd zijn opvolger. D'Onofrio bleef nog steeds hulptrainer. Maar de resultaten bleven uit en na enkele weken werd D'Onofrio de opvolger van Waseige. De Italo-Belg bleef meerdere seizoenen aan de leiding van het eerste elftal staan. In het seizoen 2005/06 greep hij net naast de landstitel. Standard kon kampioen worden indien concurrent RSC Anderlecht op de laatste speeldag verloor en Standard zelf won. Maar Anderlecht won overtuigend en Standard verloor in eigen huis van AA Gent. Na afloop wierpen de supporters van Standard met graszoden naar zijn hoofd. Een seizoen later werd hij vervangen door Johan Boskamp.
Maar D'Onofrio bleef aan de slag bij de Rouches. Na de aanstelling van Boskamp werd hij benoemd tot sportief directeur. Maar toen Boskamp door technisch directeur Preud'homme vervangen werd, kreeg D'Onofrio de oude functie van Preud'homme. Sindsdien vormde hij samen met zijn broer Luciano D'Onofrio en directeur Pierre François het sterke trio achter de schermen van de club. Hij zag hoe Preud'homme de club in 2008 naar de titel loodste en hoe diens opvolger László Bölöni dat een jaar later nog eens overdeed. In februari 2010 stapte Bölöni na een hele reeks slechte resultaten op en werd D'Onofrio opnieuw hoofdtrainer van Standard. Ditmaal veroverde hij met de Luikenaars de beker van België. In 2011 werd hij sportief directeur bij het Franse FC Metz, dat twee jaar later de Belgische eersteprovincialer RFC Sérésien overnam. Vanaf dan was D'Onofrio betrokken bij het bestuur van beide clubs. In 2015 werd hij bij Metz opgevolgd door de Portugees Carlos Freitas. Hij bleef nadien binnen de Franse club actief als een vertrouweling en raadgever van voorzitter Bernard Serin.
Op 12 februari 2016 overleed D'Onofrio ten gevolge van een hartstilstand tijdens een vakantie in Argentinië.

## Spelerscarrière
- 1961-1974 Ans FC
- 1974-1975 RFC Montegnée
- 1975-1976 Ans FC
- 1976-1977 Bas-Oha
- 1977-1982 Ans FC

## Trainerscarrière
- 1990-1991 Seraing FC
- 1991-1994 Club Luik
- 1994-1995 Tilleur Saint-Nicolas
- 1995-1996 RFC Union La Calamine
- 1996-1997 RFC Montegnée
- 1997-1998 Seraing RUL
- 1998-2000 Standard Luik (jeugd + scouting)
- 2000-09/2002 Standard Luik (assistent)
- 09/2002-2006 Standard Luik (hoofdcoach)
- 2006-02/2010 Standard Luik (technisch directeur)
- 02/2010-2011 Standard Luik (hoofdcoach)
- 2011-2015 FC Metz (sportief directeur)